# Takashi Okazaki

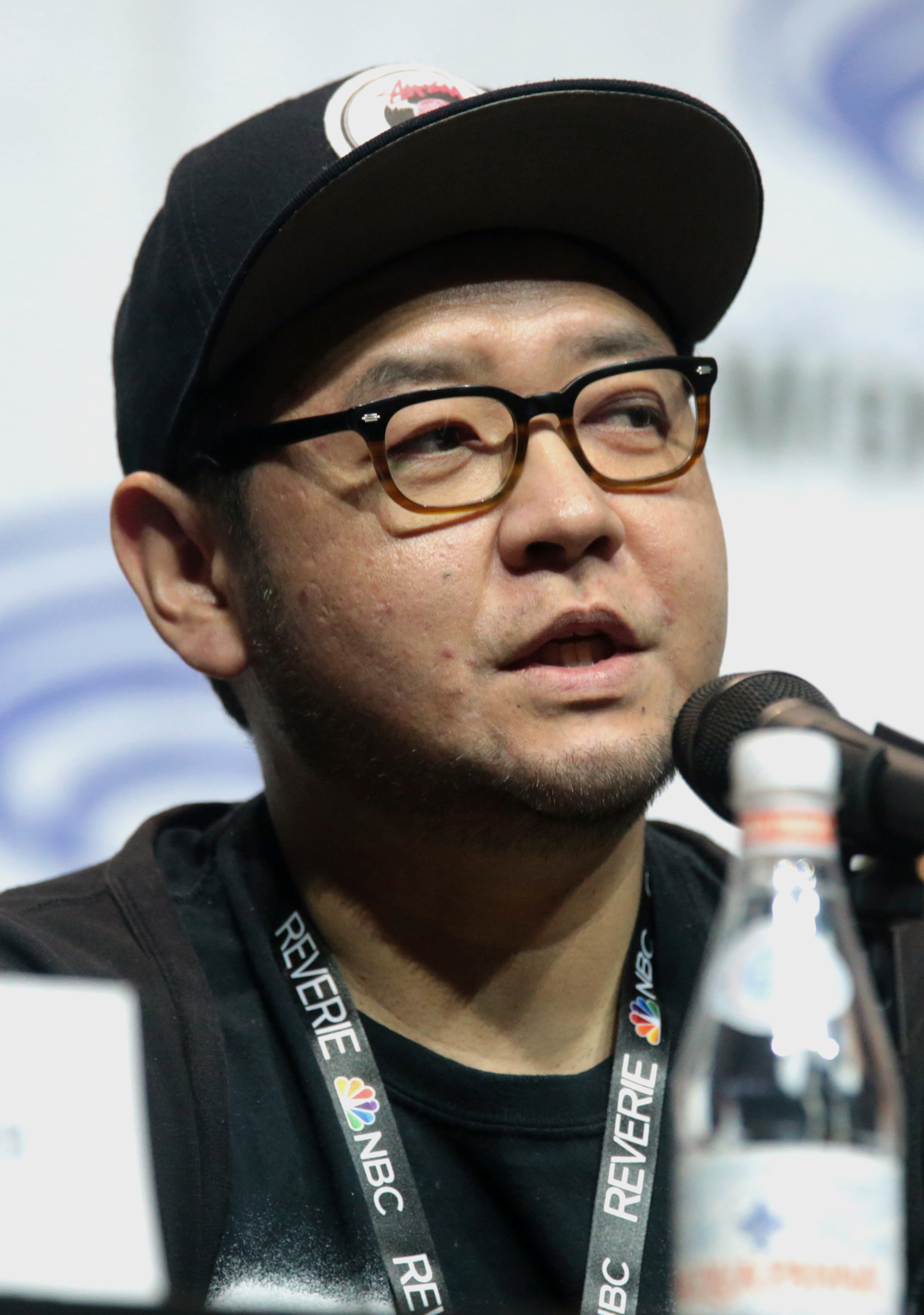
Okazaki in maart 2018

Takashi Okazaki (岡崎 能士, Okazaki Takashi) (Kanagawa, 1974) is een Japans mangaka en grafisch ontwerper. Hij is vooral bekend voor de mangareeks en bijhorende anime Afro Samurai.

## Jeugd
Okazaki werd geboren in Kanagawa. Hij studeerde aan de Tama Universiteit der Kunsten in Tokio.

## Carrière
Okazaki was een van de vier personen die debuteerden in het zelf-uitgegeven manga magazine Nou Nou Hau uit november 1998. Zijn eerste reeks, Afro Samurai, publiceerde hij als dojinshi in volume 0 van het magazine. Afro Samurai werd in dit magazine uitgegeven tot diens laatste volume in september 2002. De mangareeks werd later omgezet tot een anime en een televisiefilm: Afro Samurai: Resurrection. Na de productie van de anime verwerkte Okazaki de oorspronkelijke dojinshi tot een tweedelige mangareeks. Deze werd eerst enkel in de Verenigde Staten uitgebracht, dit door Tor Books en Seven Seas Entertainment. In 2011 kende deze titel ook een Duitse uitgave.
Op 23 november 2004 maakte Okazaki een manga bestaande uit negen panelen voor het CD-boekje van de Blade: Trinity soundtrack. Okazaki illustreerde ook het einde van de reeks Cho-Kōryu-Gōjin Danke Choen (超交流合神ダンケシェーン). Dit was een samenwerking tussen Nou Nou Hau en het Duitse stripblad Moga Mobo. Okazaki was verantwoordelijk voor de eindbazen in het 2016 spel Furi van The Game Baker en verzorgde het personageontwerp voor de anime Garo: Vanishing Line.

## Werk
- Afro Samurai! (dojinshi, 1998–2002)
- 9-panel Blade: Trinity (strip, 2004)
- Cho-Kōryu-Gōjin Danke Choen (超交流合神ダンケシェーン) (2005)
- Afro Samurai Maniaxxx!!! (2007)
- Afro Samurai (vernieuwde versie, 2008–2009)
- Furi (computerspel, 2016)